# Haloniscus stilifer
Haloniscus stilifer är en kräftdjursart som beskrevs av Stefano Taiti och Humphreys 200. Haloniscus stilifer ingår i släktet Haloniscus och familjen Scyphacidae. Inga underarter finns listade i Catalogue of Life.